# 인터뷰 (1987년 영화)
인터뷰(이탈리아어: Intervista 인테르비스타[*], Interview)는 이탈리아에서 제작된 페데리코 펠리니 감독의 1987년 코미디, 드라마, 판타지 영화이다. 세르지오 루비니 등이 주연으로 출연하였다.

## 출연

### 주연
- 세르지오 루비니
- 안토넬라 폰지아니

### 조연
- 라라 웬델
- 안토니오 캔타포라
- 나디아 오타비아니
- 아니타 에크베르그
- 마르첼로 마스트로야니

## 제작진
- 미술: 다닐로 도나티
- 의상: 다닐로 도나티